# الإرسال المتموج في الكرة الطائرة

الإرسال المتموج في الكرة الطائرة (بالإنجليزية: Float serve) هو أحد أنواع الإرسالات في الكرة الطائرة، ويرجع الفضل في ظهور هذا النوع من الإرسال إلى اليابانيين، ويتضمن الإرسال ضرب الكرة الطائرة بطريقة تقلل من دوران الكرة، مما يسبب عدم القدرة على التنبؤ في حركة الكرة في أثناء هذا الإرسال تتحرك الكرة في الهواء بدون دوران، وعندما يتم اداء الإرسال بالشكل الصحيح يكون من الصعب على المنافس التنبؤ بالمكان التي تنتهي به الكرة، مما يصعب على اللاعبين تمرير الكرة.
كيف ارسل ارسال متموج او عائم؟
```
أول شيء يجب التركيز عليه هو الذراع. وينبغي أن تمتد مباشرة أمام اللاعب. يجب أن تكون الكرة على ارتفاع الكتف في يد اللاعب.
```

```
النقطة الرئيسية التالية هي إرم.  عندما يرمي اللاعب الكرة للأعلى، يجب أن تكون منخفضة ومسيطر عليها.  يجب أن تهبط دائمًا أمام القدم الخلفية للمرسل وبما يتماشى مع كتف الإرسال.
```

```
والآن حان وقت الاتصال.  وهذا هو العامل الثاني الأكثر أهمية في الإرسال بعد الرمية.  عندما يتم رمي الكرة أمام كتف الإرسال، فمن المهم أن تلامس راحة اليد المفتوحة.
```

```
وتذكر عدم وجود أصابع على الكرة.  يعد الاتصال مباشرة في منتصف الكرة أمرًا حيويًا لنجاح الإرسال العائم.  سيؤدي الحفاظ على رمي الكرة وملامستها بما يتماشى مع كتف الإرسال إلى توليد أكبر قدر من القوة والتحكم.
```

```
التمرين الجيد لإتقان هذه المهارة هو التدرب على الكرة الطائرة والحائط.  قف أمام الحائط على مسافة ذراع.  رمي الكرة للأعلى بشكل مستقيم في خط مستقيم مع الحائط دون أن تضربها.  قم بإرسال الإرسال وقم بتثبيت الكرة على الحائط عند ملامستها.  الهدف هو لمس الكرة مباشرة في المنتصف بكف اليد المفتوحة فقط.
```

أنواع أخرى من الإرسال في الكرة الطائرة
```
الإرسال العائم هو أحد أنواع الإرسال في الكرة الطائرة.  هناك الإرسال المخفي الذي عادة ما يكون النوع الأول من الإرسال الذي يتعلمه المبتدئين.
```

```
فيما يلي دليل سريع حول كيفية القيام بذلك: قف مع قدم واحدة للخلف.  أمسك الكرة باليد المعاكسة.  أبقه منخفضًا وتأكد من أنه في المقدمة.  تشكيل قبضة باليد الأخرى.  تأرجح للخلف وضرب الكرة في النصف السفلي.  الفكرة هي إرسال الكرة للأعلى، بحيث تمر فوق الشبكة.
```

```
هناك أيضًا الإرسال العلوي، والذي يوجد تحته الإرسال العائم والتدوير العلوي.  بالنسبة للأخيرة، عليك أن ترمي الكرة أعلى مما تفعله في الطائرة العائمة.  خطوة تحتها واتصل بالكرة من تحتها.  ستحتاج إلى "التقاط" معصمك لإنشاء الدوران العلوي.
```

```
نوع آخر من الإرسال هو إرسال القفز. يعد هذا تنوعًا أكثر تعقيدًا لأنواع الخدمة المذكورة أعلاه.  يتطلب مهارات متقدمة ومستوى تنافسي من اللعب.
```

```
الآن بعد أن أصبحت لديك فكرة أفضل عن ماهية الإرسال العائم في الكرة الطائرة، اتصل بنا الآن لتطبيق ما تعلمته.  يمكن أن يساعدك برنامجنا التدريبي على الكرة الطائرة في النادي على صقل معرفتك ومهاراتك في أساسيات الكرة الطائرة، بما في ذلك تقنيات الإرسال المتخصصة.
```